# Лауренс ван дер Пост
Сър Лауренс Янс ван дер Пост (на английски: Sir Laurens Jans van der Post) е британски писател и офицер от Втората световна война от южноафрикански произход. Познат е чрез поредицата на Би Би Си „Изгубеният свят на Калахари“.

## Биография
Роден е като 13-ото дете (от 15 деца) в семейството на нидерландец (фермер, юрист, политик) и немкиня. След завършване на колеж работи за кратко във вестник (1925), пътешества до Япония, жени се (1928) и отново е журналист в ЮАР. Преселва се в Англия (1931). Там отново е журналист, известно време е и фермер.
При избухването на Втората световна война е доброволец в Британската армия (1940), след офицерски курсове получава звание капитан. Като разузнавач служи в Източна Африка, после организира изтеглянето от Индонезия. След окупирането на Ява се предава (1942) на японците и остава в плен до капитулацията на Япония (1945). Остава в страната, служи като британски военен аташе в Батавия (1946 – 1947).
Завръщайки се в ЮАР, за кратко е журналист и заминава за Лондон, където публично критикува апартейда. Отдава се главно на литературна дейност, като творбите му печелят популярност, особено книгите му за пътешествията. Проявява се и като пътешественик-изследовател на бушмените в Ботсуана и природозащитник. Той е също политически съветник на британското правителство, кръстник на британския престолонаследник принц Уилям.